# Koike Yuta
Yuta Koike (sinh ngày 6 tháng 11 năm 1996) là một cầu thủ bóng đá người Nhật Bản.

## Sự nghiệp câu lạc bộ
Yuta Koike đã từng chơi cho Kashima Antlers.